# Phalota tenella
Phalota tenella là một loài bọ cánh cứng trong họ Cerambycidae.